# طيون

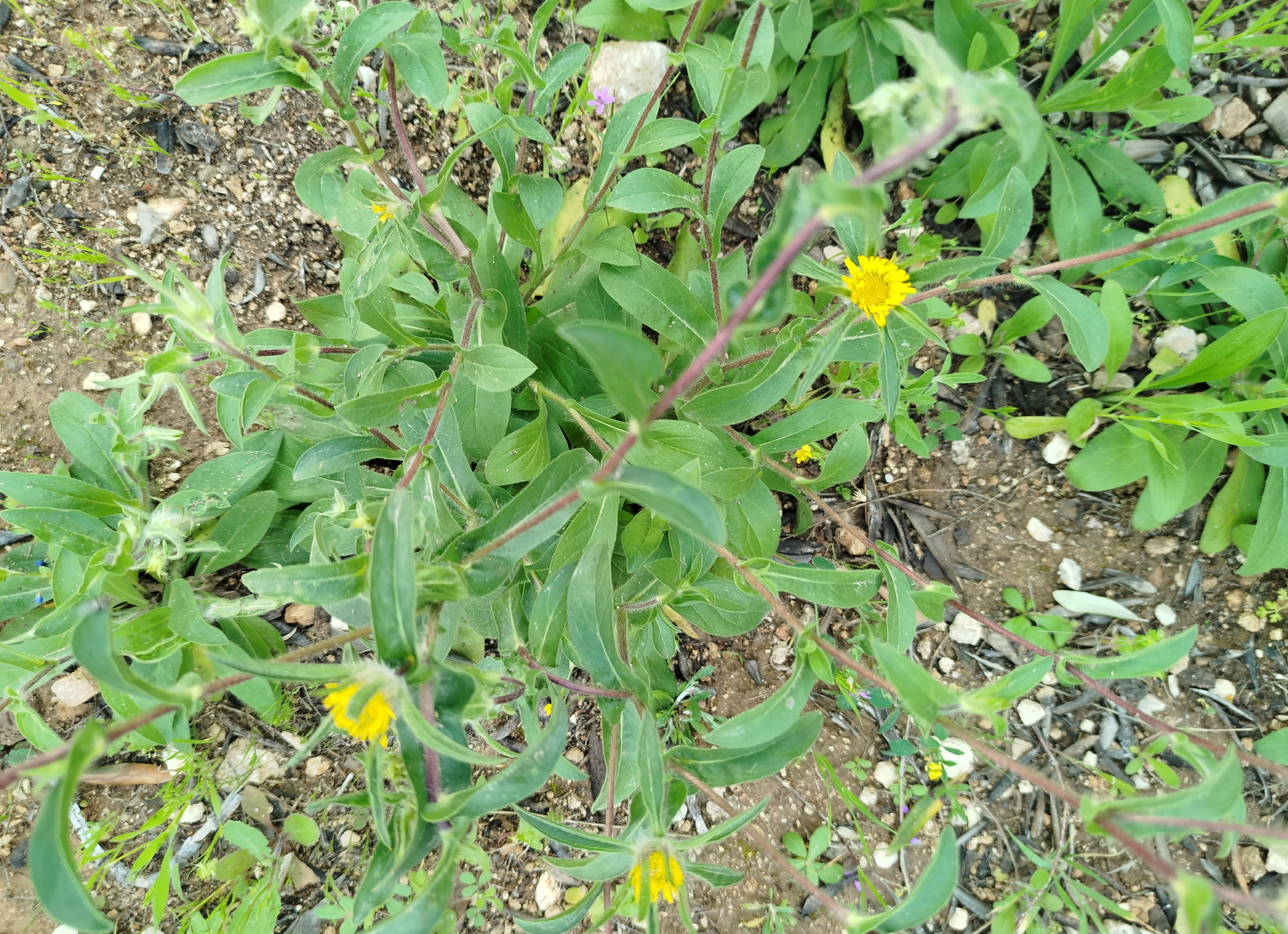
نبات الطيون، فلسطين

الطَّيُّونُ  أو المطهر أو الرَّاسَن جنس نباتي ينتمي إلى الفصيلة النجمية. يضم هذا الجنس حوالي 90 نوعًا من النباتات موطن معظمها أوروبا وآسيا وحوض البحر الأبيض المتوسط وأفريقيا.

## من أنواعهالواطنةفيالوطن العربي
- الطيون البابونجي (باللاتينية: Inula conyzae) في بلاد الشام والمغرب العربي وقبرص وتركيا والقوقاز وكل أوروبا باستثناء بريطانيا وأيسلندا
- الطيون الجبلي (باللاتينية: Inula montana) في المغرب العربي وبعض مناطق غرب أوروبا
- الطيون الصفصافي الأوراق (باللاتينية: Inula salicina) في بلاد الشام وتركيا والقوقاز وكل أوروبا باستثناء بريطانيا وأيسلندا
- الطيون متغاير الحراشف (باللاتينية: Inula heterolepis) في بلاد الشام وتركيا وبعض الجزر اليونانية
- الطيون الملحي (باللاتينية: Inula crithmoides) أو (باللاتينية: Limbarda crithmoides) في بلاد الشام

## من أنواعه الأخرى
- الطيون الأبيض (باللاتينية: Inula candida)
- الطيون البريطاني (باللاتينية: Inula britannica)
- الطيون الجرماني (باللاتينية: Inula germanica)
- الطيون الحريري الأوراق (باللاتينية: Inula sericophylla)
- الطيون الخطي الأوراق (باللاتينية: Inula lineariifolia)
- الطيون الدبق (باللاتينية: Inula viscosa)
- الطيون الرائع (باللاتينية: Inula magnifica) في القوقاز
- الطيون السويسري (باللاتينية: Inula helvetica)
- الطيون سيفي الأوراق (باللاتينية: Inula ensifolia)
- الطيون الشعري (باللاتينية: Inula hirta)
- الطيون الصيني (باللاتينية: Inula chinensis)
- الطيون الضعيف (باللاتينية: Inula maletti)
- الطيون الطيوني (باللاتينية: Inula inuloides) في تركيا
- الطيون العريض الأوراق (باللاتينية: Inula obtusifolia)
- الطيون القزويني (باللاتينية: Inula caspica)
- الطيون الكبير (باللاتينية: Inula grandis)
- الطيون المتفرع (باللاتينية: Inula racemosa)
- الطيون المشرقي(باللاتينية: Inula orientalis)
- الطيون الملتحي (باللاتينية: Inula barbata)
- الطيون الهش (باللاتينية: Inula fragilis) في تركيا
- الطيون الياباني (باللاتينية: Inula japonica)
- الطيون اليوناني (باللاتينية: Inula helenium)